# متانا
متانا (به لاتین: Methana) یک منطقهٔ مسکونی در یونان است که در Troizinia Municipality واقع شده‌است.